# Carles Maicas i Vallès
Carles Maicas i Vallès   (Mataró, 1935) és un dramaturg i actor català de pares valencians. Va ser un dels fundadors del Festival Grec de Barcelona el 1976. Ha recollit, endreçat i arxivat una ingent documentació relacionada amb el teatre.
Ha participat d'actor en pel·lícules com Una família decent, La revolta dels ocells i Puzzle, programes de televisió com La Riera, i obres dramàtiques com El curiós incident del gos a mitjanit i L'audiència, ambdues dirigides per Pere Vàzquez. L'any 2013 va escenificar l'Auca tràgica i mort del Plem pels carrers de Mataró, dins dels actes organitzats per l'Any Espriu.
El 2012, al Teatre Goya, de Barcelona, dins del Taller de la Memòria de l'Escena organitzat per la Fundació AISGE, va presentar el llibre El teatre, tota una vida, en el qual fa un repàs a la seva trajectòria com a home de teatre vinculat a Sala Cabanyes i a altres grups de teatre de Mataró.

## Obra publicada
- El teatre, tota una vida (en català, castellà).  Madrid: AISGE, 2014.
- Cronica d'una ciutat.  Tarragona: Edicions El Medol, 1989, p. 69. ISBN 978-8486542146.